# 向淵スズラン群落

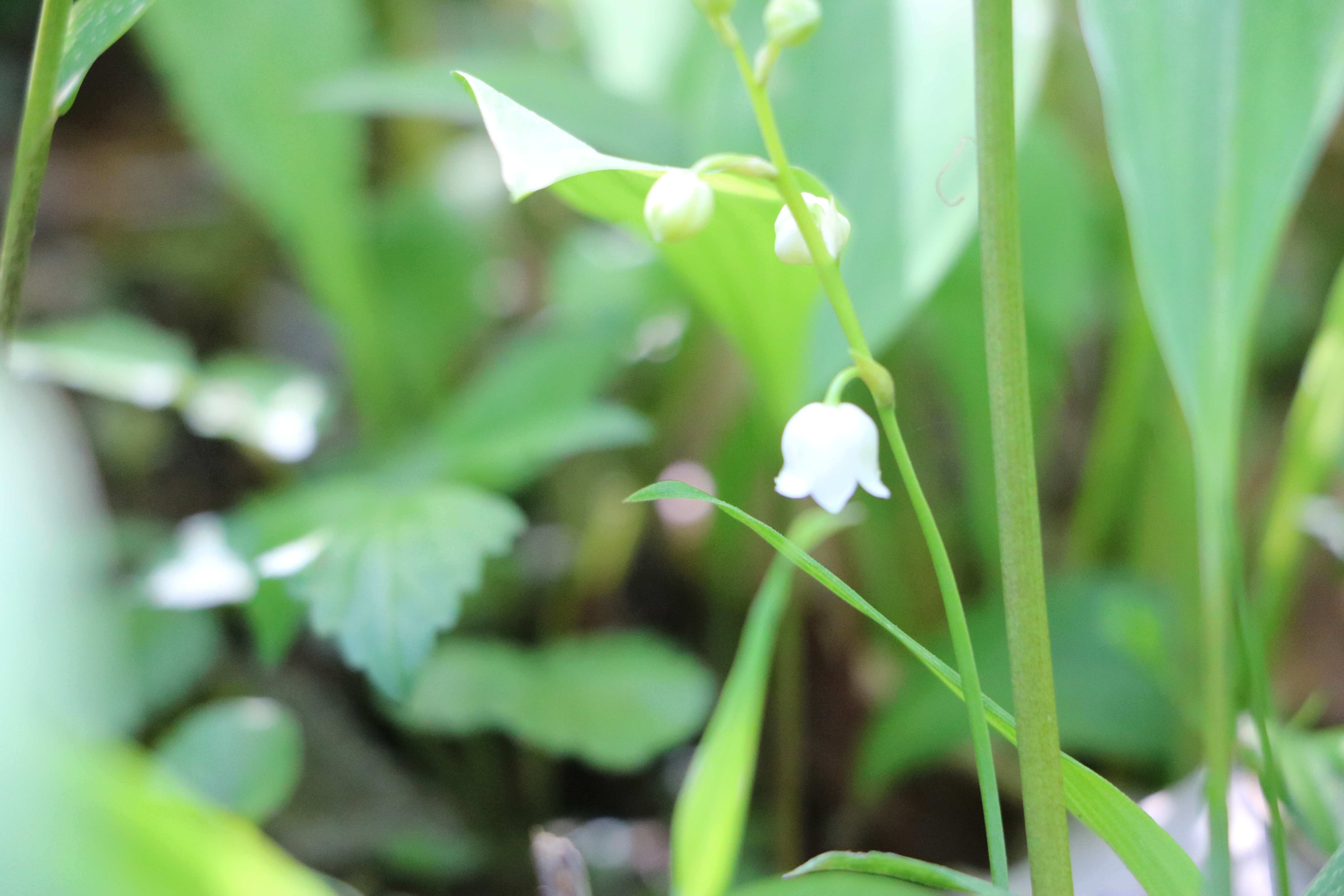
向淵スズラン群落。タヌキヤブ地区の小さな花。2023年5月10日撮影。

向淵スズラン群落（むこうじスズランぐんらく）は、奈良県宇陀市室生向渕にある国の天然記念物に指定されたスズランの群生地である。
スズラン（鈴蘭、学名: Convallaria majalis var. manshurica）は、スズラン亜科スズラン属に属する多年草の一種であるが、世界各地に数種類の変種があり、園芸品種として花屋やガーデニングなどでよく見かけるものはヨーロッパ原産のドイツスズラン（C. m. var. majalis）である。それに対し本記事で解説する群生地のスズランは、日本に自生する在来種の Convallaria majalis var. keiskei である（以下記述するスズランは日本在来種を指す）。日本の山野でよく見かける在来種のスズランは同種のみであり、本州の中部地方以北の東北地方や北海道では普遍的に自生しており決して珍しいものではないが、夏は冷涼でやや乾燥した気候を好むため、温暖かつ多湿な西日本での自生地は少ない。
奈良県東北部の大和高原一帯は、日本国内におけるスズラン自生地の南限のひとつで、特に本記事で解説する向淵スズラン群落（宇陀市室生地区）と、南西側に隣接する吐山（はやま）スズラン群落（奈良市都祁吐山町）は、自生分布南限における比較的規模の大きな群生地であり、指定基準10「著しい植物分布の限界地」として向淵と吐山の2物件それぞれが、1930年（昭和5年）11月19日に国の天然記念物に指定された。
かつての室生村の時代からスズランは自治体の花（室生村の村花）として指定され、宇陀市へ合併した後も引き続き「宇陀市の花」に制定されている。指定地は一部民有地も含まれるが、管理団体は宇陀市である。花の数は多いもので1つの花序に8つほどであるが、ほとんどが4つから5つで、例年5月中旬頃に満開となる。

## 解説

### 群落の概要と生育状況の変遷

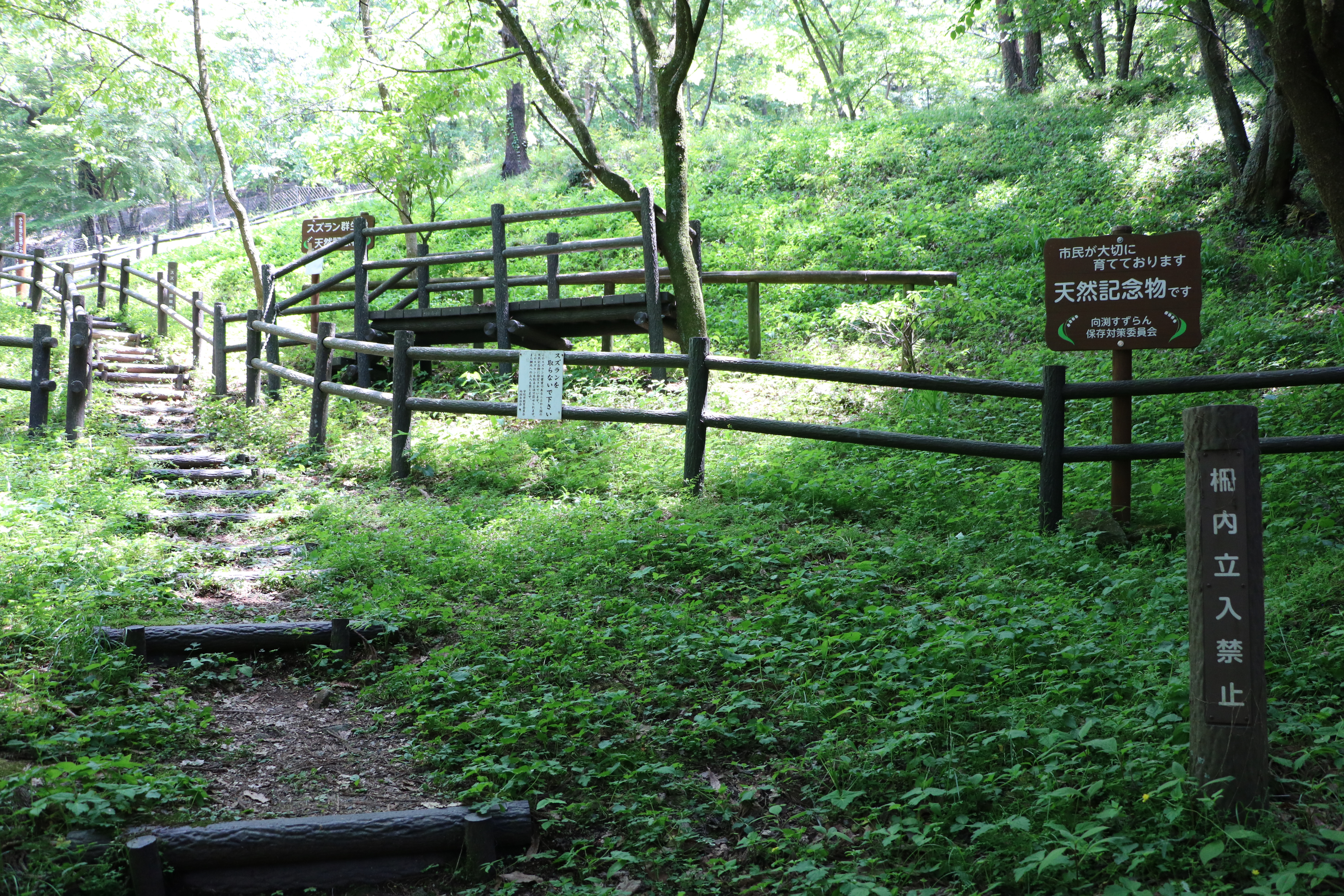
向淵スズラン群落。2023年5月10日撮影。

向淵スズラン群落は奈良県北東部の宇陀市室生向渕（むろうむこうじ）の、標高550メートル付近の山腹に位置している。向渕（むこうじ）地区は2006年（平成18年）に周辺町村と合併し宇陀市となるまでは宇陀郡室生村であった場所で、奈良県北東部に広がる大和高原南部の同村北西部の一角に所在する。向淵スズラン群落は向渕地区の、狸藪（以下、タヌキヤブという）、奥柴（以下、オクシバという）の2区域の、総面積3万4481.7平方メートルの範囲が国の天然記念物に指定されている。このうち散策路などが整備され、一般の見学者が多く訪れるのはタヌキヤブ地区で、向淵スズラン群落の中でスズランの自生密度が最も高い。
国の天然記念物に指定される約5か月前の1930年（昭和5年）5月26日に現地調査を行った植物学者の三好学は、調査に同行した奈良県天然記念物調査委員の岡本勇治によるタヌキヤブ地区の検分結果を『天然紀念物調査報告 植物之部 第13輯』に示している。それによればスズランが最も密生した場所の1平方メートルあたりの株数は454株に達しており、分布の南限地帯として学術上保存を要すると指摘し、同年11月19日に「向淵スズラン群落」として国の天然記念物に指定された。
今日の群生地周辺の山林はスギやヒノキの植林地が目立つが、もともと付近一帯は雑木林の広がる里山の一角で、国の天然記念物に指定されてから13年後の、1943年（昭和18年）に『大和の名勝と天然記念物』を著した植物学者の小清水卓二は向淵スズラン群落について「当群落地は、上山の林間にあって、クヌギ、コナラ等の雑生する樹木の下草として、スズランが一面に生育している」と記している。宇陀市教育委員会が主体となって2012年（平成24年）から行われた「向淵スズラン群落調査」では、向渕地区の年配者への聞き取り調査からも当時の山里の様子が証言されており、天然記念物の指定時から太平洋戦争終戦頃までの向淵地区一帯はクヌギやコナラ等が優占する落葉広葉樹林が広がっていたと推測されている。
これらの聞き取り調査や自治会記録などから向渕地区ではこの落葉広葉樹を薪炭として使用しており、戦後しばらくの間までは日常的に枝打ちが行われ、3年おきぐらいのペースで伐採もされ、その跡地にクヌギ類を植栽する山林管理が定期的に行われていた。さらに林床の下草もウシやウマなどの飼料としてばかりでなく、水田の緑肥のためにも使用されていた。この下草刈りは盛夏の盆明け前に毎年行われ、スズランも雑草と同時に刈り取られていたが、盆明け前は時期的にスズランの生育最盛期を外れていたことに加え、適度な草刈りによりスズラン以外の植物の繁茂が抑制されていたため、スズランの生育環境が良好に保たれていたと推察されている。
スズランの生育には高温にならない気象条件と上層木の鬱閉度が密接に影響しており、上層木の疎開や下草刈りによるスズランへの適度な日照が必要とされる一方で、上層木による遮蔽が夏期の高温と乾燥からスズランの生育を保護しているとも考えられ、向淵スズラン群落はこれらの条件を兼ね備えていた。
しかし戦後の急速な産業形態の変化や化石燃料へのエネルギー利用転換により、クヌギやコナラは薪炭として利用されなくなり、落葉広葉樹林は伐採されスギやヒノキの植林地へと林地転換され、飼料として使用されてきた林床の下草類も化学肥料の台頭により利用されることがなくなり、さらに家畜の放牧自体が減少したため、定期的に行われていた下草刈りも行われなくなった。その結果、群落地へのササ類の侵入が増えてササの影になったスズランは日照不足に陥るなど、指定地のスズラン群落を取り巻く環境は急速に変化しスズランの生育個体数は大きく減少した。
その後、指定地の31,486平方メートルの、約6割にあたる18,893平方メートルが当時の室生村により1970年（昭和45年）に公有化され、指定地のスズラン群生地の周囲を柵で囲んで盗採の防止を図り、地域住民らによる下草刈りなど保全活動が行われたがスズランの個体は減少し続け、1990年（平成2年）頃に奈良女子大学の植物学者の菅沼孝之が調査した際には、1平方メートルあたり10株から96株と全体的に著しく減少していることが確認され、1996年（平成8年）から2か年にわたり実施された現地調査では、指定群落地内のスズランの生育量は全体で約5,500株ほどしかなく、これは過去の自生密度から推量される株数と比較しても明らかに減少しており、その主な原因はスズランの生育する林床の日照不足によるものであった。

### 群落再生事業と保護管理

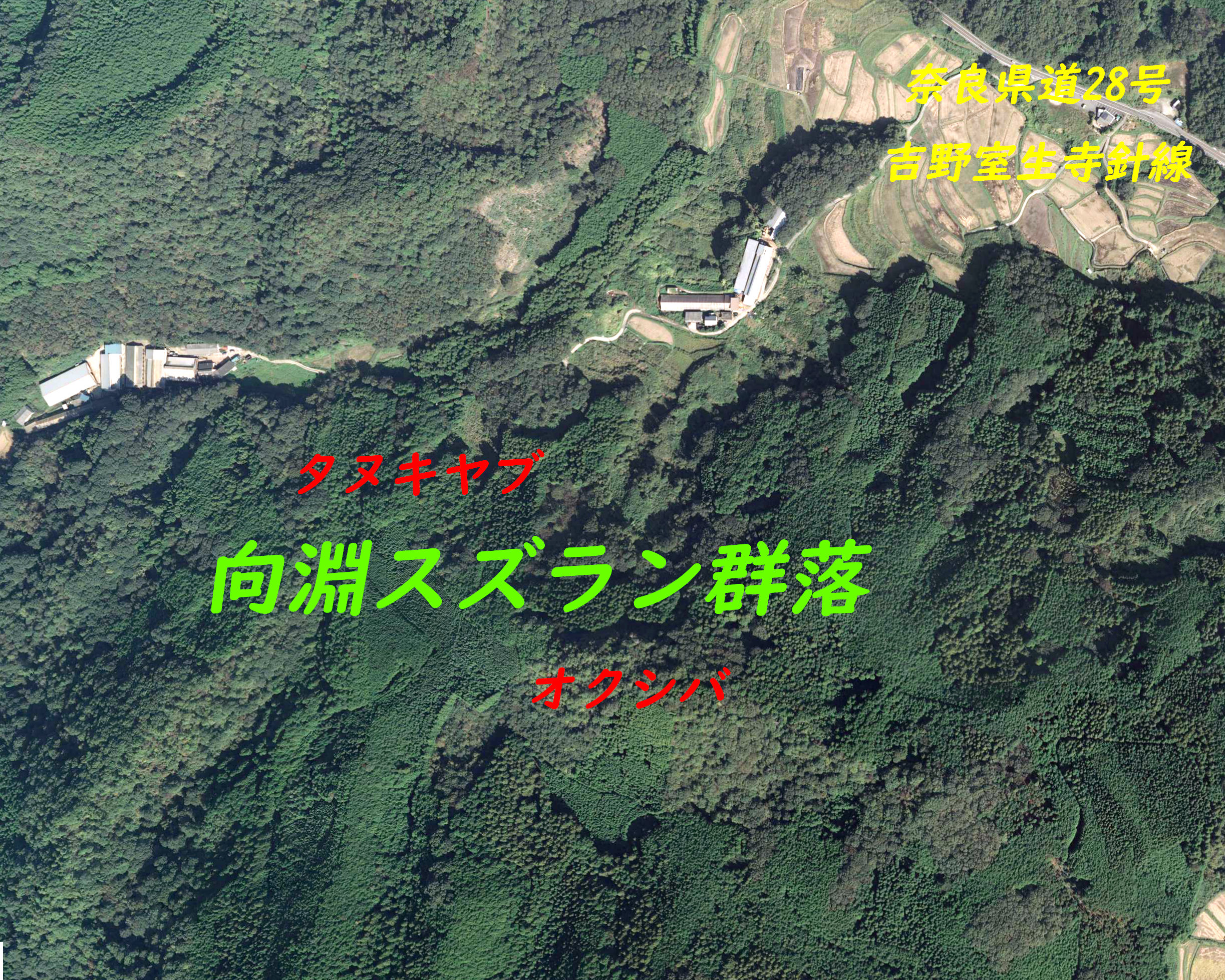
向淵スズラン群落周辺の空中写真。。2011年10月9日撮影の2枚を合成作成。

1996年（平成8年）から2か年にわたる調査の結果、スギやヒノキの植林地や林床がササで優占される落葉広葉樹林の環境下では、スズランがまったく生育不能に陥っていることが判明した。さらにスズランの群生する地点においても上層木がほとんどないため林床に他の植物が繁茂し、日射量や土壌水分の競争をスズランが強いられていることが推定された。地元自治会や関係者らによる年2回の下草刈りが実施されるようになったが、タヌキヤブ地区ではやや回復傾向が見られるものの、大きな回復には至らなかった。
この間の2006年（平成18年）に室生村は周辺町村との合併により宇陀市になり、1996年度の調査から10年以上が経過した2009年（平成21年）から5年間にわたり、向淵スズラン群落の、タヌキヤブ地区約3,000平方メートルとオクシバ地区約1,500平方メートルの範囲の詳細な調査が行われた。これは国庫補助事業および県補助事業として宇陀市教育委員会と、外部委託された自然環境調査を専門とするウェットランド研究所が中心となって実施されたもので、向淵スズラン群落の現状の問題点と今後の課題について集約された。

#### 植生・照度の状況

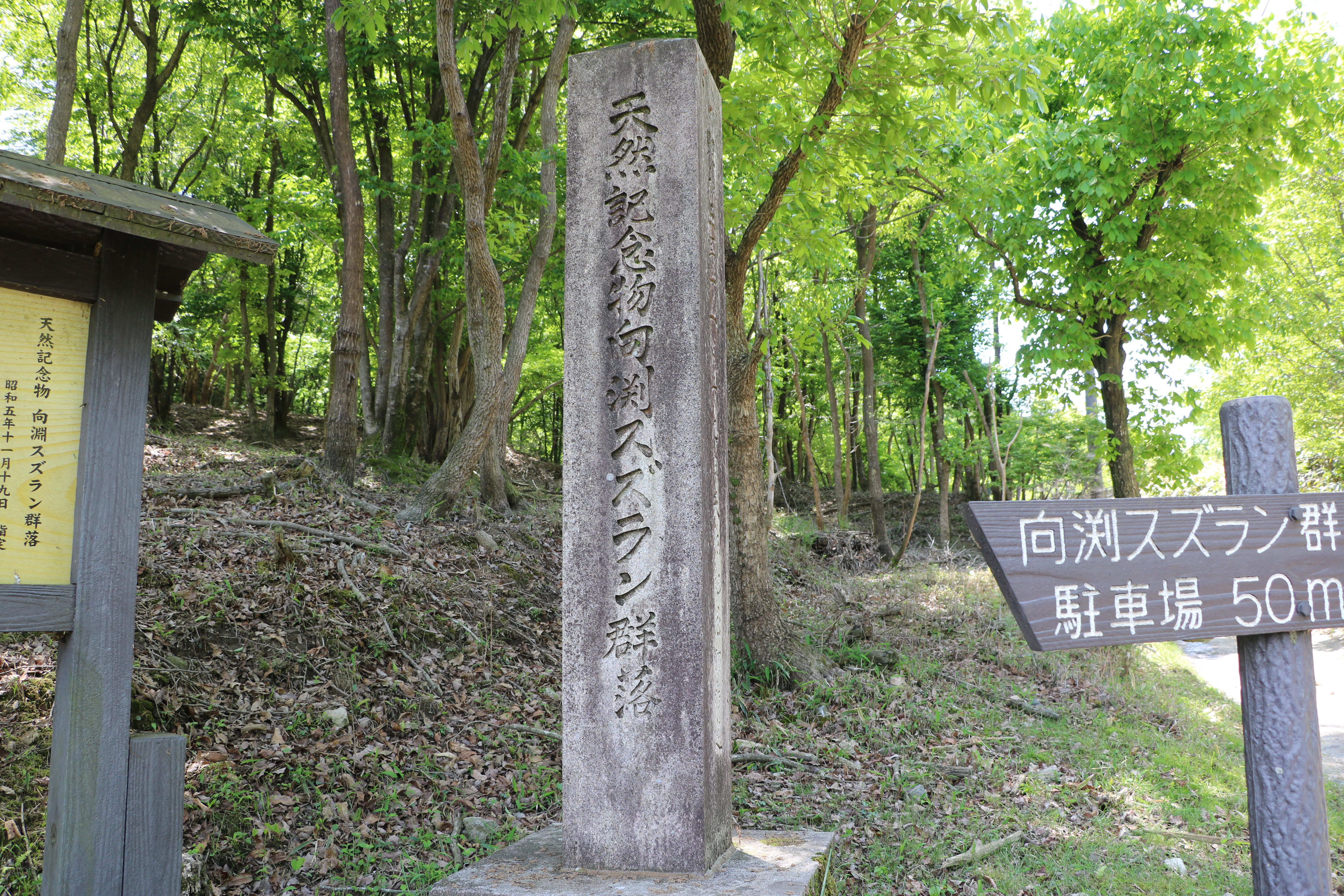
向淵スズラン群落天然記念物指定石碑。左側の宇陀市教育委員会設置の解説板では「向淵」、右側の駐車場案内では「向渕」と表記揺れがある。2023年5月10日撮影。

2009年に行われた調査によれば、タヌキヤブ地区で確認された樹木は11種84本で、最も多かったのはヤマザクラの24本、次いで24本のクヌギで、樹高15メートル超の高木はクヌギとコナラで、斜面上部や縁辺部に生育していた。林床で最も広い面積を占めていたのはササで全体の62パーセントにおよんでいた。このうち24本のヤマザクラと数本あるソメイヨシノは人為的に植栽されたものが成長したもので、タヌキヤブ地区の西側上部を覆っているため、スズランの生育する林床部の照度が低い状態が続いていることが判明した。タヌキヤブ地区は指定地の全体が北向き斜面であり、南中高度が低くなる秋以降は太陽光が差し込む時間が限られるため、スズランの生育する地点のうち西側では平均相対照度が低く、それ以外では6月に最も高い値を示し、その後は徐々に低下することが確認された。
オクシバ地区で確認された樹木は8種55本で、最も多かったのはクヌギの24本、次いでコナラの18本で、こちらも樹高15メートル以上の高木はクヌギとコナラで、林床もササが40パーセントと最も広い面積を占有していた。オクシバ地区では植栽されたサクラ類は存在しないものの、指定地に隣接する南側をヒノキの植林地が発達しており、秋以降は光が差し込む時間は限られ、10月の平均相対照度は10パーセント以下であった。
樹林環境の課題として、林床部への日照不足を改善すること、明るいクヌギ林を維持することが必要とされた。このうちタヌキヤブのサクラ類は指定区域内にあるため、文化財保護法に則り除去の手続きが取られ、2012年度（平成24年度）より伐採や枝払いの措置が執られた。一方でオクシバの日照不足の主要因である植林されたヒノキ林は指定区域外であるため、伐採などの対策は困難とされた。

#### 遺伝的多様性の低下とドイツスズランの侵入

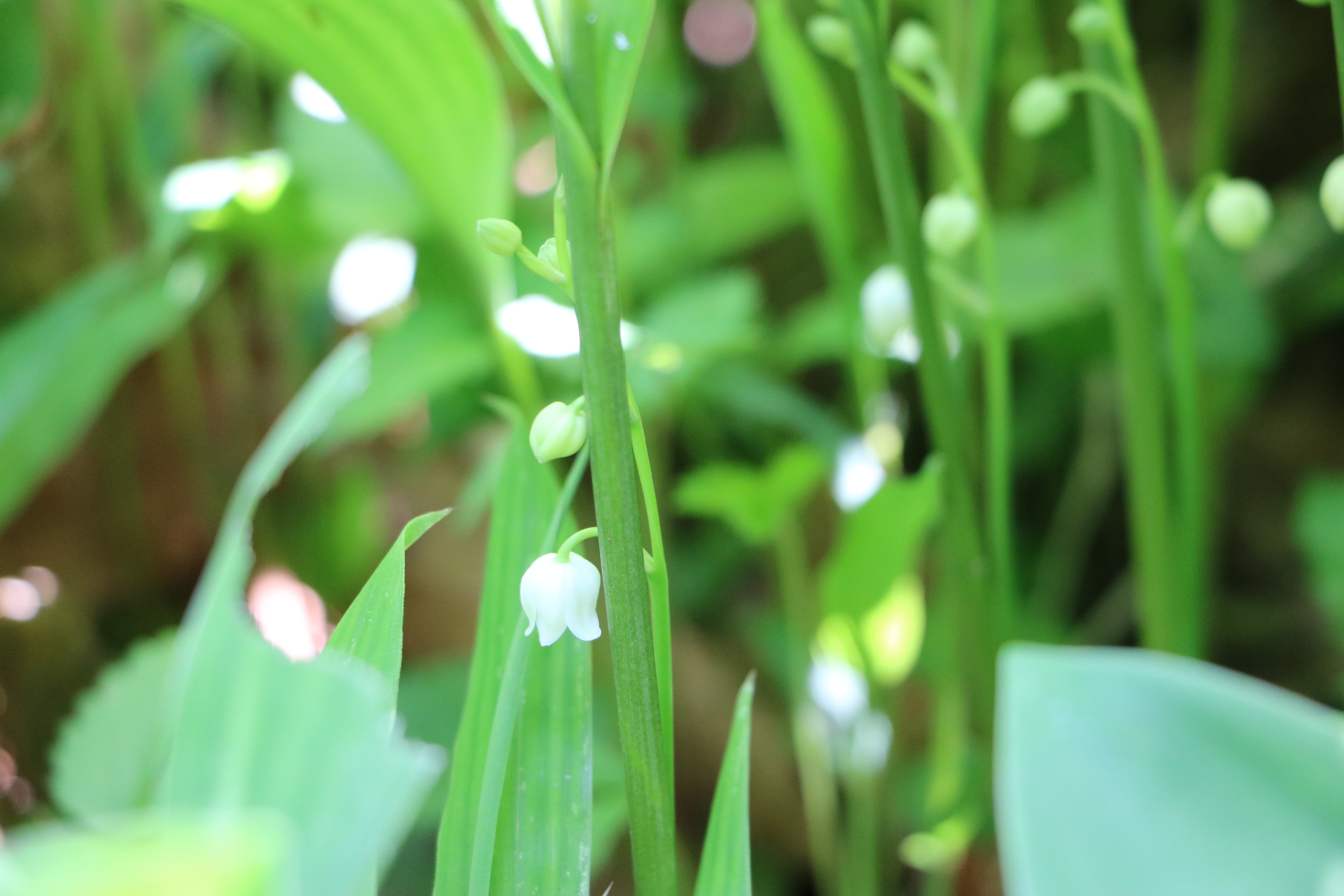
向淵スズラン群落。タヌキヤブ地区の個体。2023年5月10日撮影。

スズランの主な繁殖は地下茎を経由した栄養繁殖であるが、種子に関しては自家不和合性を示すため、同一または類似の遺伝子型を持つ個体が多いと正常な種子形成には至らない。2012年度（平成24年度）に行われた調査では、向渕スズラン群落のタヌキヤブ、オクシバの各群落に加え、南西方へ約2.8キロメートルの位置にある同じく国の天然記念物に指定されている吐山スズラン群落の個体群も合わせて遺伝子マーカーのマイクロサテライト分析が行われた。
分析の結果、最も自生密度の高いタヌキヤブ地区から得られた34個体は14タイプの遺伝子型が検出され、オクシバ地区で得られた7個体からはわずかに2タイプの遺伝子型が検出された。このうち同一の遺伝子型は栄養繁殖によって増殖したクローンである可能性が高く、前述したように栄養繁殖が主な繁殖方法であるスズランの場合、遺伝子型の種類が多い群落ほど遺伝的多様性が高いと考えられ、その観点から考察すると2タイプしか検出されなかったオクシバの遺伝子マーカーは、いずれもタヌキヤブで検出された遺伝子マーカーの一部と同一であり、このままの状態ではオクシバ地区のスズランの消滅の危険性が指摘された。
宇陀市教育委員会では遺伝的多様性の確保が重要と考え、オクシバ地区の個体による人工授粉による種子の生産が提言された。スズランは自家不和合性を示すものの、とりあえず開花株同士の人工授粉により結実を促し、得られた種子を直性自生地へ播種、また圃場での苗の生産により増殖することを数年単位で行うこととした。思わしくない場合はタヌキヤブ地区の種子、タヌキヤブ地区の根茎を使用した遺伝的多様性の確保、さらに周辺地区の民家に生育するスズランの遺伝子分析を実施し、タヌキヤブおよびオクシバと同じ集団と判断された個体も補植用の苗として登録することまで視野に入れた。
幸い播種した個体のうち43個体が発芽し、そのうち18個体を土壌改良試験を行った場所に植え戻したものの、オクシバ地区においては開花は見られず、人工授粉、結実には至っていない。
一方で14タイプもの遺伝子型が確認されたタヌキヤブ地区では別の遺伝的問題として、遺伝的に異なるドイツスズランが6か所にわたり合計30株ほどが確認された。日本在来種のスズランとヨーロッパ種のスズランは一般人には見分けが難しく、そもそも別種であるという意識も希薄であり、善意による植栽が行われたものと推察されたが、交雑する可能性も否定できず、早急な対応、除去が提言され実行された。幸いにも翌2013年（平成25年）の調査ではドイツスズランは確認されることはなかったが、今後も継続的な観察を通じて遺伝的に異なる種や系統が確認された場合は、位置の確認、株数を記録し速やかに抜き取ることとした。
タヌキヤブ、オクシバそれぞれに5×5平方メートルのメッシュ区画を設け、生育株数、開花・結実のモニタリング調査を継続し、照度を計測する照度データロガーを各所に設置、この他にも土壌硬度の改良、最適な草刈り時期の模索、タヌキヤブ地区でのヒトの侵入による土壌踏み固めを防止する柵の設置などが並行して行われ、1997年（平成9年）には約5,500株にまで減少した指定地のスズランは、2011年（平成23年）の調査時には約35,000株まで回復した。宇陀市では引き続き自生地の管理を行いスズランの生育状況を把握するとともに、5年に1度専門家を交えた検討委員会を開催し、適切な管理を継続していくとしている。

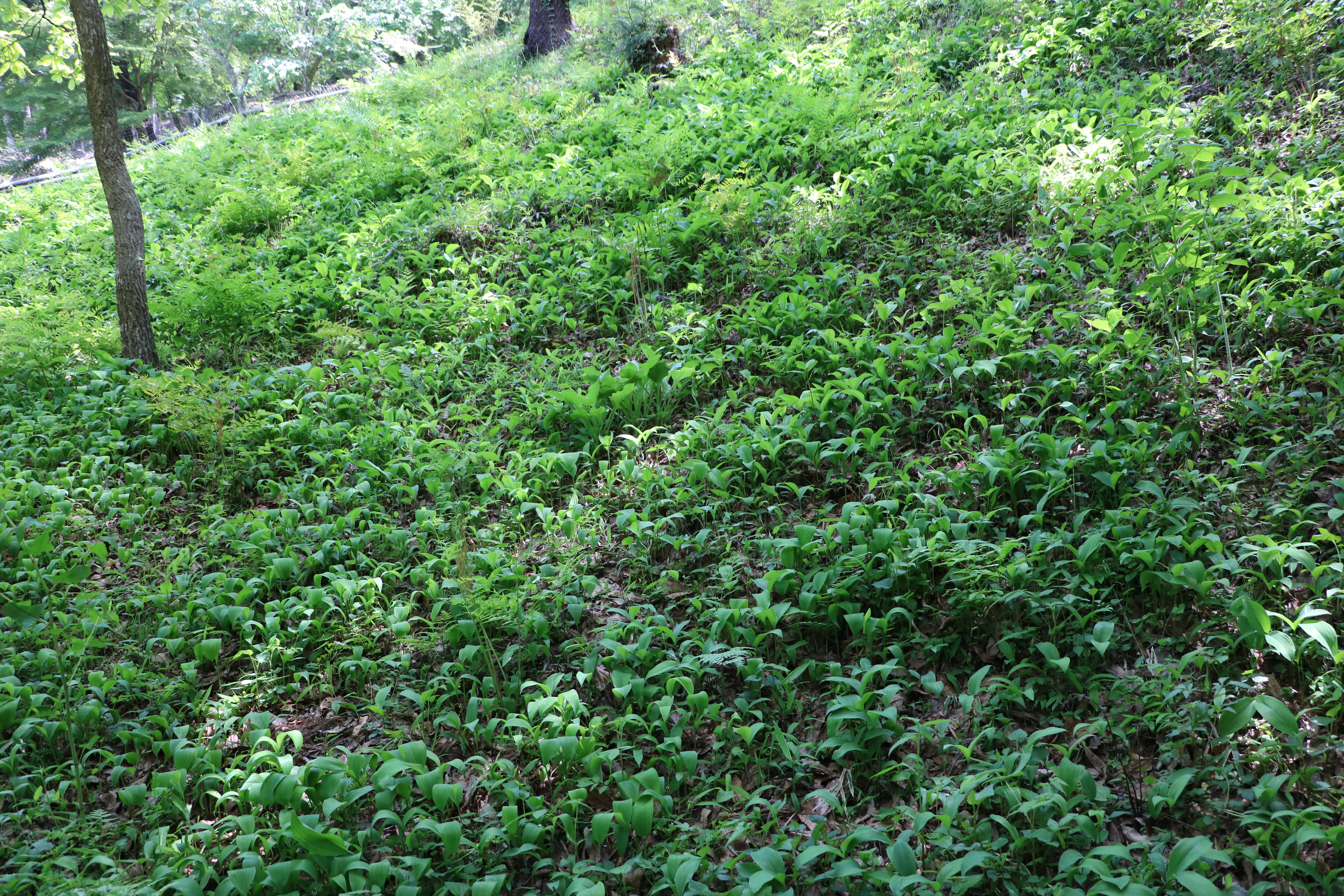
タヌキヤブ地区の林床。
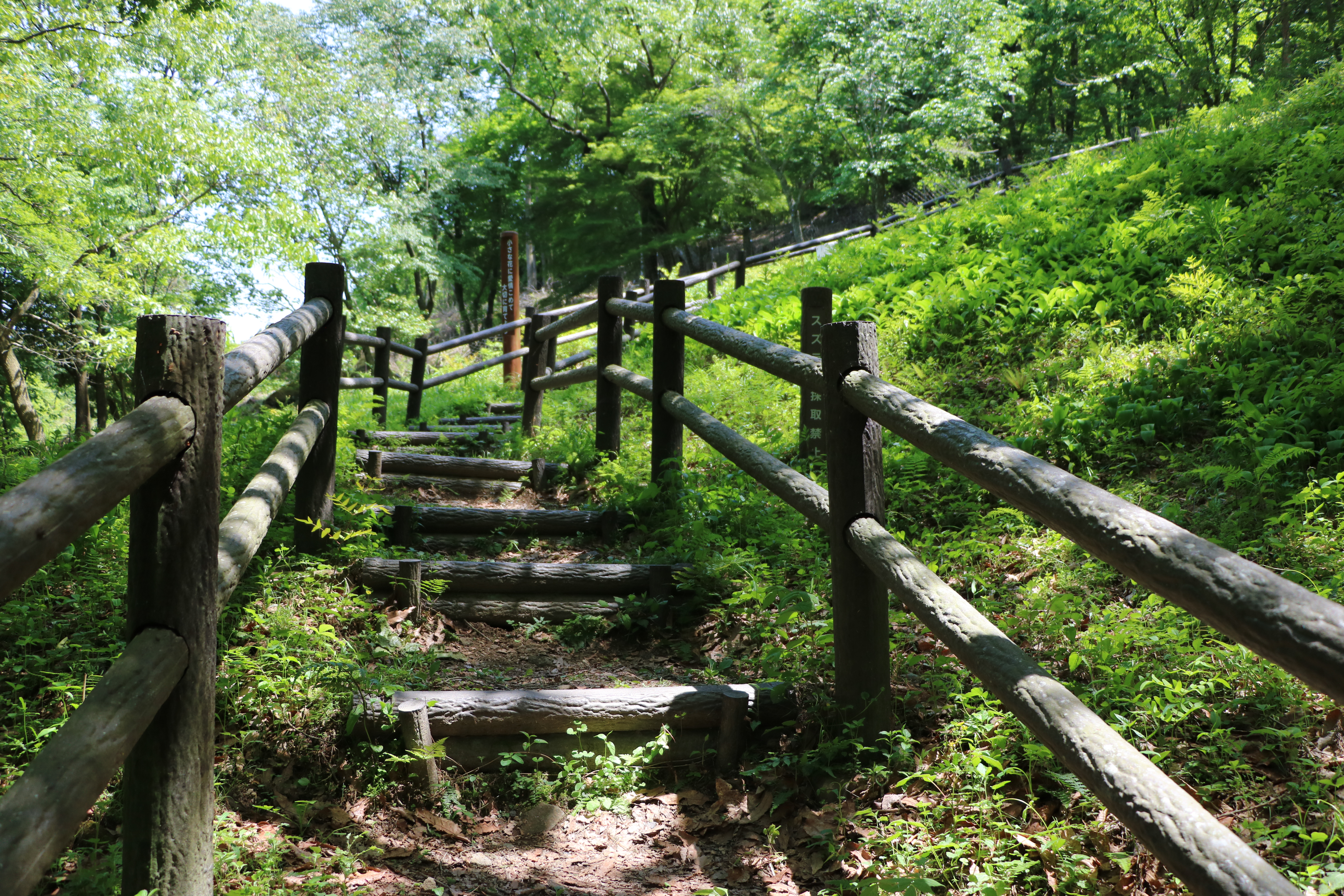
タヌキヤブ地区。観察のために散策路が整備されている。
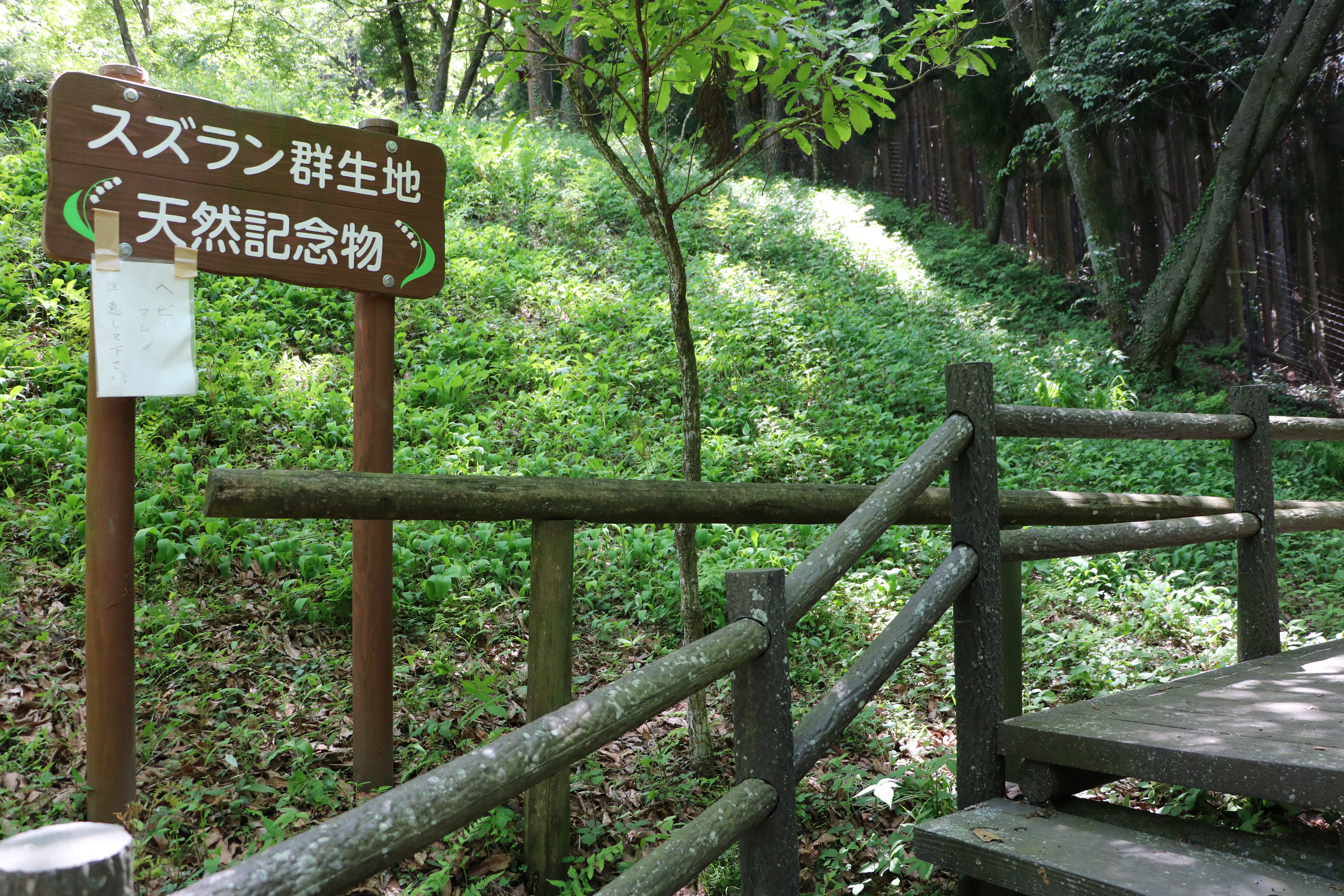
タヌキヤブ地区。保護柵が設置されている。

## 交通アクセス
所在地
- 奈良県宇陀市室生向渕2125，2149，2155，2965，2994，2995番地[10]
  - （オクシバ地区2125，2149，2155番地）
  - （タヌキヤブ地区2965，2994，2995番地）

交通
- 近畿日本鉄道大阪線室生口大野駅より徒歩約1時間[9]。
- 最寄りの自動車専用道路出入口は名阪国道針インターチェンジ。